# Aviat Eagle II
Le Christen Eagle II, renommé Aviat Eagle II dans les années 1990, est un avion de voltige biplan, fabriqué aux États-Unis depuis la fin des années 1970, il est aujourd'hui fabriqué par la société Aviat.